# Britney: Domination
Domination era a planejada segunda residência da cantora estadunidense Britney Spears, e seria realizada no Park Theater localizado no hotel e cassino Park MGM, em Las Vegas, Nevada, nos Estados Unidos.

## Antecedentes e anúncio
Depois de completar 248 shows no Zappos Theater, no Planet Hollywood Resort and Casino, em Las Vegas, nos Estados Unidos, entre dezembro de 2013 e dezembro de 2017, com sua primeira residência, Britney: Piece of Me, Spears anunciou sua segunda residência no Park Theater, no Park MGM em 18 de outubro de 2018. No mesmo mês, várias fontes relataram que o show teria uma "vibe urbana, hip-hop", diferente da residência anterior de Spears. O palco faria uso de alta tecnologia de ponta, com Spears cantando uma mistura de suas canções de sucesso mas com influências do hip-hop.
Nappytabs, uma dupla ganhadora do Emmy de coreógrafos casados, confirmou que seria responsável pela direção criativa do novo show. Os ingressos foram colocados à venda na sexta-feira, 26 de outubro de 2018.

## Cancelamento
Em 4 de janeiro de 2019, Spears colocou a residência em espera até novo aviso, citando os problemas de saúde e recuperação de seu pai como o motivo. Segundo sua equipe, seu pai sofreu recentemente uma ruptura quase fatal do cólon e atualmente está se recuperando em casa após um longo período hospitalar. Sua equipe também anunciou que Spears entraria em hiato por tempo indeterminado, colocando todas as atividades e compromissos em espera, para que ela pudesse passar tempo com sua família.

## Repertório
Após o anúncio do hiato, a equipe criativa do show revelou que "Overprotected" e "My Prerogative" estavam originalmente programadas para serem cantadas no show. Outras canções foram exibidas em ensaios, incluindo "I'm a Slave 4 U", "Do You Wanna Come Over?", "Break the Ice", "Gimme More", "Circus", "Scream & Shout" e "Coupure Électrique". 
Boatos também que teria uma versão piano de"Born To Make You Happy" e uma interlude de "Outrageous". 